# Okamoto Daihacsi-incidens
Az Okamoto Daihacsi incidens a 17. század első évtizedében lezajlott vesztegetési (és diplomáciai) botrány, amely több magas rangú japán politikus bukásához vezetett.

## Előzmény: Madre de Deus incidens
1609 februárjában a Makaóban horgonyzó, Arima Harunobu vezetése alatt álló pecsétes hajó legénysége összeszólalkozott a Madre de Deus (vagy Madre de Díos) portugál hajó tengerészeivel, amiből harc, 60 japán halála és sebesülése, illetve a pecsétes hajó kifosztása lett. A bosszúra szomjazó Harunobu decemberben, amikor a Madre de Deus Nagaszakiba érkezett, engedélyt kért Tokugava Iejaszutól a bosszúállásra, amit ő a Japánon esett szégyen lemosása indokával meg is adott. Harunobu 12-én embereivel körbezárta a hajót, három nap harc után elsüllyesztette azt. Az akciót megfigyelőként követte Honda Maszadzumi megbízottja, Okamoto Daihacsi is.

## A vesztegetés
Daihacsi Harunobuhoz hasonlóan keresztény volt, ezért a két ember igen jó viszonyba került, minek során Daihacsi azt sugallta Harunobunak, hogy tettéért Iejaszu azt fontolgatja, hogy visszaadja az Arima régi birtokait, ami most a Nabesima kezében volt. Ez Harunobu régi vágya volt, s pénzt adott Daihacsinak, hogy Maszadzumin keresztül mozdítsa előre az ügyet. Daihacsi eltette a pénzt, később pedig még sóguni pecsétes iratokat is hamisított, hogy Harunobu reményeit éltesse, s további pénzt csalhasson ki tőle. Összesen 6000 rjót kapott, amit mind eltett, semmit sem lépve az ügy érdekében. Harunobu végül türelmetlen lett és közvetlenül Maszadzumihoz fordult, így derült ki az egész csalás. Maszadzumi az Arima magas pozíciója miatt (Harunobu fia Iejaszu dédunokájának a férje volt) nem mert közvetlenül eljárni, hanem 1611-ben Iejaszu elé terjesztette a dolgot. Végül Daihacsit letartóztatták, de Harunobu is vád alá került, a Nagaszaki-bugjó, Haszegava Kacuhiro elleni orgyilkosság tervezésének vádjával. Kacuhiro mecuke („vizsgáló”) volt a portugál hajó elleni akció idején és szigorúan kritizálta Harunobu tétovaságát (ami miatt 3 napig tartott a harc). Harunobu ettől kezdve Kacuhiro ellen is bosszút forralt, a megölését tervezte. Az ügy vége az lett, hogy Daihacsit szembesítették Harunobuval, utóbbi bevallotta az orgyilkosság előkészületét és a vesztegetési kísérletet is.

## Következmények
Daihacsit Szunpuban máglyahalálra ítélték és kivégezték, Harunobut Kaiba száműzték, a birtokait (Shimabara 40 000 koku) ugyan elvben elkobozták, de a fia (mivel nem élt együtt az apjával és Iejaszuhoz is rokoni kapcsolat fűzte) továbbvihette az Arima nevet és a birtokot is. Az ügy olyan olvasatot is kapott, hogy az Ókubo Tadacsika és Nagajaszu vezette katonai párt (budanha) és a Hondák fémjelezte adminisztratív párt (bucsiha) összecsapása volt – mivel Daihacsi Maszadzumihoz kötődött és a kicsalt összeg óriási volt, felmerült a gyanú, nem Maszadzumi mozgatta-e a szálakat a háttérből? Ez az eseménysorozat Maszadzumi bakufun belüli fokozatos elszigetelődéséhez vezetett és 1622-es bukásával is kapcsolatban állt.